# Stanisław Warszycki (zm. 1704)
Stanisław Warszycki herbu Abdank (zm. w 1704 roku) – miecznik koronny w latach 1693-1704, chorąży wieluński w latach 1688-1693, starosta łęczycki w 1698 roku.
Poseł na sejm 1703 roku z województwa krakowskiego.